# Nagigia
Nagigia (auch: Denham Island) ist eine kleine Insel der Kadavu-Gruppe in Fidschi.

## Geographie
Nagigia ist der südwestlichste Punkt der Fidschi-Inseln. Die Privatinsel liegt unterhalb des Berges Nabukelevu als Riffinsel vor der Küste der Insel Kadavu. Sie ist von dichtem tropischen Regenwald bewachsen und hat eine geschützte Lagune, die zum Schnorcheln geeignet ist.